# 新十条通

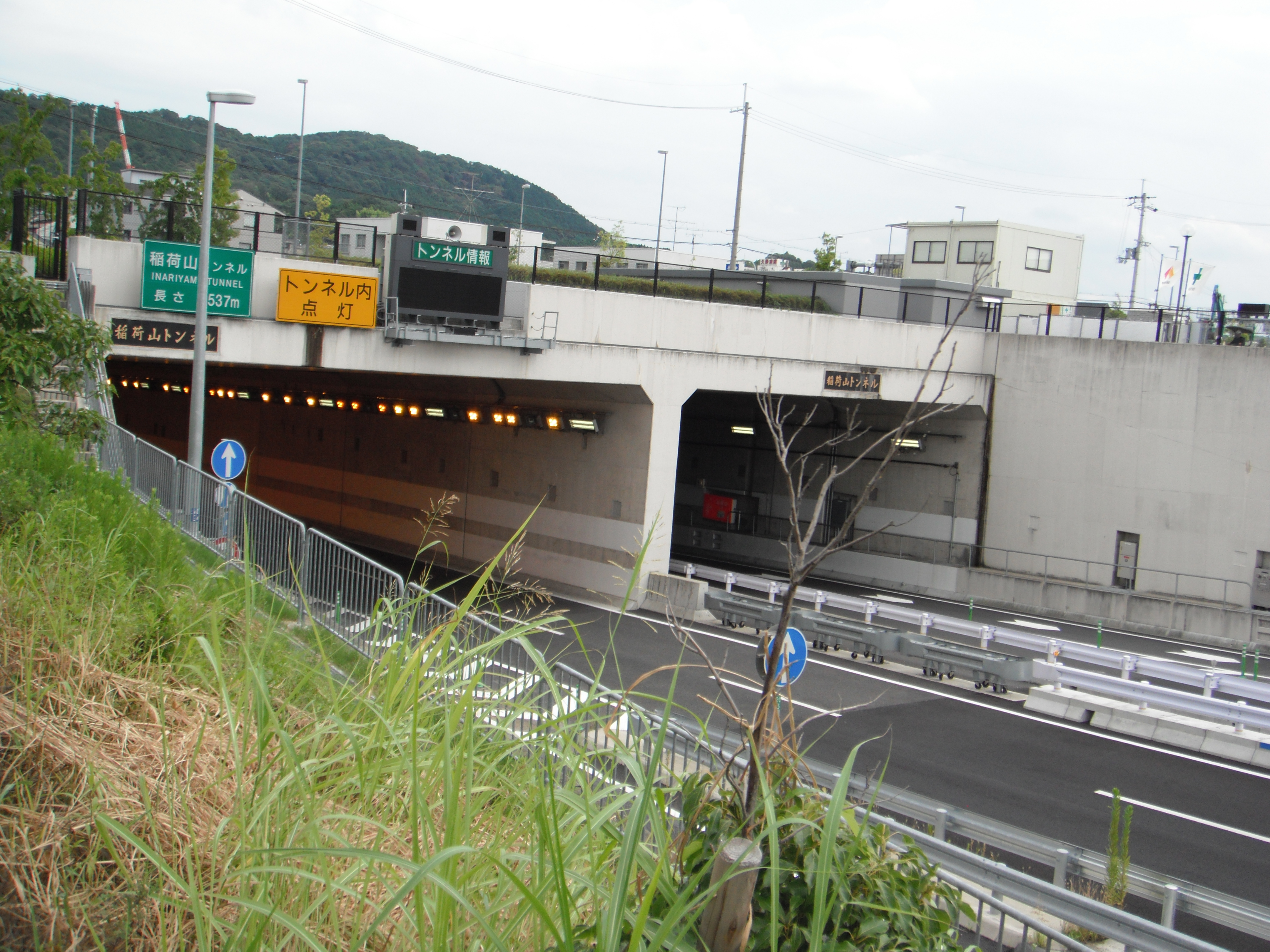
稲荷山トンネル

新十条通（しんじゅうじょうどおり）は、京都府京都市の山科区と伏見区を結ぶ一般道路。

## 概要
京都市の主要な東西の通りの一つである。片側2車線で車道部の幅員は18m。東は山科区役所前交差点で京都外環状線に突き当たる。西は師団街道・鴨川東岸線（川端通）までで、鴨川東出入口で十条通と第二京阪につながる。折上神社前交差点から稲荷山トンネル東口までは京都府道118号勧修寺今熊野線の一部にあたる。
稲荷山トンネル区間（山科出入口 - 鴨川東IC間）は、旧・阪神高速8号京都線の一部（2019年4月1日移管・無料開放）にあたり、自動車専用道路に指定されている。
都市計画上の路線名では稲荷山トンネル東口から東は「西野山大宅線」であるが、愛称として「新十条通」が定着しており標識も設置されているほか、「新十条○○」という交差点名や「新十条」を冠した沿道の店舗も存在する。
なお、計画されている滋賀京都連絡道路（山科大津バイパス）では西端が新十条通付近に位置している。